# Вторжение Швейцарии в Лихтенштейн
Вторжение Швейцарии в Лихтенштейн (нем. Schweizer Invasion in Liechtenstein, фр. Invasion suisse du Liechtenstein, итал. Invasione svizzera del Liechtenstein) — пограничный инцидент в ночь на 1 марта 2007 года, когда около 170 швейцарских военных по ошибке зашли на территорию Лихтенштейна. Казус был быстро исчерпан, но вызвал большое внимание СМИ.

## Ход событий
В ночь на 1 марта 2007 года 171 человек Вооружённых сил Швейцарии во время выполнения марш-броска вошли на территорию соседнего Лихтенштейна. Военные имели при себе винтовки, однако те не были заряжены патронами. Причиной дезориентации послужила плохая видимость из-за непогоды, а также тёмного времени суток. В результате бойцы углубились на территорию княжества на 2 км. Обнаружив ошибку, солдаты покинули Лихтенштейн. Один из солдат в интервью швейцарской газете Blick объяснил:
Было совершенно темно.

## Последствия
После того, как солдаты полностью покинули территорию княжества, руководство Швейцарии принесло свои официальные извинения, которые были приняты правительством Лихтенштейна. Солдаты, по ошибке вторгнувшиеся на чужую территорию, наказания не понесли.
Инцидент не был замечен местными жителями. О случившемся в стране позже узнали от Швейцарии. Правительство Лихтенштейна не придало инциденту особого внимания. Подобное случалось раньше в 1976 году и 1992 году.
Это не тот тип вторжения, где были задействованы ударные вертолёты, поэтому переживать не стоит.заявление одного из представителей местных властей
Срочные новости об инциденте были опубликованы рядом мировых СМИ. По мнению сотрудника Висконсинского университета в Мадисоне Роберта Остергрена, СМИ «жадно» сообщали о случившемся с забавными заголовками, но при этом  привлекли внимание к тому, что между привычными странами существуют микрогосударства.